# فينتشنزو سيسي
فينتشنزو سيسي (بالإيطالية: Vincenzo Cecci)‏ هو دراج وشخصية أعمال إيطالي، ولد في 21 أبريل 1964 في أسكولي بيتشينو في إيطاليا.

## وصلات خارجية
- فينتشنزو سيسي على موقع أرشيف الدراجات (الإنجليزية)
- فينتشنزو سيسي على موقع أوليمبيديا (الإنجليزية)